# Museo Frà Gianmaria da Tusa
Das Museo Frà Gianmaria da Tusa ist ein Museum der Kapuziner in Cefalù auf Sizilien. Es ist dem Kapuzinerbruder Gianmaria di Tusa gewidmet, der im 16. Jahrhundert lebte.

## Lage
Das Museum liegt in Gibilmanna, einem in den Madonie  auf einer Höhe von etwa 800 m s.l.m. gelegenen Ortsteil von Cefalù neben dem Santuario di Gibilmanna. Es ist in den ehemaligen Stallgebäuden des Kapuzinerklosters untergebracht.

## Beschreibung
Das Museum zeigt Paramente und Sakralgegenstände, vorwiegend aus dem 17. bis 19. Jahrhundert, die der Madonna von Gibilmanna geschenkt wurden oder von den Kapuzinern selber angefertigt wurden. Es werden auch mehrere Gemälde gezeigt, zum Beispiel ein Ölgemälde der Vision des heiligen Felix von Cantalice, des ersten Heiligen des Kapuzinerordens, von Ludwig Surick.
Das Museum zeigt auch Holzschnitzereien, zum Beispiel zwei Figuren von Maria und Josef in anbetender Haltung, die wohl ursprünglich von einer Krippe stammten. Weitere Ausstellungsstücke sind eine Marmorstatue der Pietà von Jacopo Del Duca (1520–1604) aus Cefalù und eine Orgel aus dem 17. Jahrhundert.
Die ethno-anthropologische Abteilung zeigt zahlreiche Objekte des täglichen Gebrauchs, die von den Mönchen angefertigt wurden und ein Zeugnis ihres Lebens in Einfachheit und Armut sind. Darunter befinden sich vor allem landwirtschaftliche Werkzeuge und Küchengeräte.
Das dem Museum angeschlossene Bibliotheksarchiv bewahrt Inkunabeln und Drucke aus dem 16. Jahrhundert bis zur Gegenwart. Darunter befindet sich beispielsweise eine Erstausgabe des Werkes De Rebus Siculis von Tommaso Fazello über die Geschichte Siziliens aus dem Jahre 1558.